# بیلا و یویتشکا
بیلا و یویتشکا (به چکی: Bělá u Jevíčka) یک منطقهٔ مسکونی در جمهوری چک است که در ناحیه سویتاوی واقع شده‌است. بیلا و یویتشکا ۹٫۷۱ کیلومتر مربع مساحت و ۳۵۲ نفر جمعیت دارد و ۳۹۶ متر بالاتر از سطح دریا واقع شده‌است.